# Яныкайсола
 Яныкайсола  — деревня в Медведевском районе Республики Марий Эл. Входит в состав Нурминского сельского поселения.

## География
Находится на расстоянии приблизительно 17 км по прямой на северо-запад от города Йошкар-Ола.

## История
Упоминается как отдельная деревня с 1914 с 100 жителями, до этого она была выселком деревни Нужъялы. В 1919 году в ней насчитывалось 19 дворов. В 1924 году население деревни составляло 99 человек, из них 93 — мари и 6 — русских. В 1973 году в состав деревни вошли деревни Лапсола и Пиштерсола. После этого число дворов в деревне стало 96, жителей — 272, мари — 169, русских — 3. В советское время работали колхозы «Ударник» и имени Ленина.

## Население
Население составляло 291 человек (мари 88 %) в 2002 году, 341 в 2010.